# Cerco de Málaga

Emirado de Granada em 1462 (verde escuro), com datas de conquistas posteriores

O cerco de Málaga (1487) foi uma ação durante a Reconquista da Espanha em que os Reis Católicos da Espanha conquistaram a cidade de Málaqa do Emirado de Granada. O cerco durou cerca de quatro meses. Foi o primeiro conflito em que foram utilizadas ambulâncias, ou veículos dedicados ao transporte de feridos. Geopoliticamente, a perda da segunda maior cidade do emirado - depois da própria Granada - e seu porto mais importante foi uma grande perda para Emirado de Granada. A maior parte da população sobrevivente da cidade foi escravizada ou morta pelos conquistadores.

## Resultado
A conquista de Málaga foi um duro golpe para o reino nasrida de Granada, que perdeu seu principal porto marítimo. O rei Fernando II de Aragão tentou várias vezes negociar a rendição da cidade durante o cerco, mas as forças de defesa recusaram. Com isso, os conquistadores impuseram uma dura pena ao lado derrotado: a população foi condenada à escravidão ou à morte, exceto o grupo liderado por Ali Dordux. Hamet el Zegri foi executado. Os sobreviventes, numerando de 11 000 a 15 000 excluindo os mercenários estrangeiros, foram escravizados e suas propriedades confiscadas. Alguns foram enviados para o norte da África em troca de cativos, alguns foram vendidos para custear as despesas da campanha e alguns foram distribuídos como presentes.
A tarefa de reorganizar o território coube a García Fernández Manrique, que havia conquistado a fortaleza, e a Juan de la Fuente, dois experientes administradores. Manrique contou com a ajuda de Ali Dordux.